# Coleophora niveicostella
Coleophora niveicostella é uma espécie de mariposa do gênero Coleophora pertencente à família Coleophoridae.